# Maik Zirbes
Maik Zirbes (Traben-Trarbach, 29 de enero de 1990) es un jugador alemán de baloncesto. Mide 2,08 metros de altura y ocupa la posición de pívot. Pertenece a la plantilla del Römerstrom Gladiators Trier de la ProA de Alemania. Fue internacional absoluto con Alemania.

## Juvenil
En 2008 Maik Zirbes estuvo con la selección Sub-18 de Alemania en el prestigioso Torneo Albert Schweitzer, en Mannheim y en el Campeonato de Europa U18 en Grecia. En los dos torneos fue uno de los jugadores más destacados de Alemania. También ganó en ese año con el equipo Sub-18 el SFG Bernkastel en Berlín organizado por la Federación alemana de baloncesto. Al término de la temporada 2008-09, fue nombrado como el "Jugador Más Valioso" de la NBBL.

## Carrera
En la temporada 2009/10 Zirbes jugó 28 partidos en la Bundesliga con Trier. Tuvo doble licencia jugó en los Saar-Pfalz Braves de la 2.Basketball Bundesliga donde tuvo un promedio de 8.9 puntos en 14 partidos.
En la temporada 2010/11 Maik Zirbes se instaló como jugador del primer equipo. El nuevo entrenador Henrik Rödl desde el principio le puso como pívot titular. En 34 partidos en la Bundesliga con unos porcentajes de tiros de campo de más del 60%, Zirbes pasó de 1.6 puntos a 7.5 puntos.
Zirbes mejoró el rendimiento en la primera mitad de la 2011/12. En enero de 2012 jugó el All-Star Game de la Bundesliga. Anotó 14 puntos en el "Team National" bajo las órdenes de su entrenador en Trier Henrik Rödl. Promedió 10.6 puntos y 7.1 rebotes por partido. Tuvo un total de 106 rebotes ofensivos y, por tanto, lideró el ranking de la Bundesliga en esta categoría. Por sus logros en la temporada 2011/12, los entrenadores le votaron como "Mejor Jugador Joven" y "Jugador Más Mejorado".
Después de estar en Trier, en 2012 firmó tres años con el campeón reinante alemán Brose Baskets. Se repartió los minutos con  Tibor Pleiß tanto en la Bundesliga como en la Euroliga. En enero de 2013 jugó por primera vez como titular el All-Star Game de la BBL con el "Team National", votado por los aficionados. Poco antes, zirbes tuvo un rifi-rafe con el director general de Brose Wolfgang Heyder. La temporada 2012/13 terminó para Brose Baskets con la consecución del campeonato alemán, donde Zirbes en los 12 partidos de playoffs que jugó contra Phoenix Hagen, Bayern Múnich (baloncesto) y EWE Baskets Oldenburg tuvo un destacado 71% de tiro libre.
La temporada 2013/14 se caracterizó por los numerosos cambios que hizo Brose Baskets durante la temporada, con Maik Zirbes perdiendo su titularidad y siendo el titular D'or Fischer. A pesar de su reducción de minutos tuvo un 66% de tiros de dos, uno de los mejores de la liga.
Después de la temprana eliminación en los Play-offs de 2014, el entrenador Chris Fleming fue despedido y el nuevo entrenador Andrea Trinchieri hizo muchos cambios. Maik Zirbes decidió cambiar de aires y firmó dos años con Estrella Roja. La primera temporada con su nuevo club fue muy exitosa: Ganaron la Kup Radivoja Koraća, la ABA Liga, y después de 17 años sin ganarla, la KLS, entrenados por Dejan Radonjić. En el último partido de la serie final contra el KK Partizan, donde el Estrella Roja ganó por 3-0, Maik Zirbes fue el máximo anotador de su equipo con 17 puntos. En la Euroliga llegaron al Top-16. En junio de 2015 hizo efectiva su player-option para la 2015-2016.
El pívot alemán ha promediado en su última temporada en 12,4 puntos, 6,1 rebotes y 14,3 de valoración en Euroliga, en la que es la mejor temporada de su carrera.
En 2016, Maik Zirbes abandona el Estrella Roja para jugar en las filas del Maccabi Tel Aviv.
El 15 de septiembre de 2021, regresa al Estrella Roja de la ABA Liga.
El 25 de agosto de 2022 firmó contrato por una temporada con el SL Benfica de la Liga Portuguesa de Basquetebol.
Fue repatriado a Alemania por el Römerstrom Gladiators Trier de la ProA para la temporada 2023-24.

## Selección nacional
Con 19 años hizo su debut con la selección nacional en un amistoso, pero no entró en la lista del seleccionador Dirk Bauermann para el Eurobasket 2009 de Polonia.
El siguiente partido internacional disputado por Zirbes fue en julio de 2012, con Svetislav Pesiccomo seleccionador nacional. Después de hacerlo bien en los amistosos, jugó la fase de clasificación para el Eurobasket 2013, donde ganaron los 8 partidos jugados. Zirbes anotó 10 puntos o más en 2 partidos y tuvo un promedio de 5,4 puntos.
En septiembre de 2013, con Frank Menz como seleccionador, disputó el Eurobasket 2013. A pesar de una sorprendente primera victoria contra los posteriores campeones como fue ante la selección de Francia, Zirbes anotó cuatro puntos, y promedió durante todos los partidos algo menos de 10 min.
Con la ausencia de Tibor Pleiß en 2014, Maik Zirbes fue el pívot titular en la fase de clasificación para el Eurobasket 2015. Quedaron 2 en el Grupo C, y Alemania se aseguró la participación en el torneo, Zirbes tivo un promedio de 7.2 puntos y 4.8 rebotes. Se pierde el Eurobasket 2015 por una lesión en el tobillo.

## Estadísticas

### Euroliga
| Año       | Equipo        | PJ | PT | MPP  | %TC  | %3P  | %TL  | RPP | APP | ROB | TPP | PPP |
| --------- | ------------- | -- | -- | ---- | ---- | ---- | ---- | --- | --- | --- | --- | --- |
| 2012-2013 | Brose         | 23 | 23 | 19.7 | .535 | .000 | .786 | 5.0 | .6  | .7  | .4  | 8.2 |
| 2013-2014 | Brose         | 10 | 9  | 18.8 | .508 | .000 | .652 | 4.8 | .7  | .1  | .2  | 8.1 |
| 2014-2015 | Estrella Roja | 24 | 0  | 13.0 | .622 | .000 | .688 | 3.3 | .3  | .5  | .4  | 5.2 |
| Total     |               | 57 | 32 | 16.7 | .553 | .000 | .711 | 4.2 | .5  | .5  | .4  | 6.9 |